# Парламентські вибори у Великій Британії 1945
Парламентські вибори у Великій Британії 1945 року — демократичні вибори, що відбулися 5 липня 1945 року у Великій Британії. Це перші парламентські вибори, що проходили після Другої світової війни.
У виборах впевнено перемогли лейбористи на чолі з Клементом Еттлі, маючи велику перевагу над своїми головними конкурентами — консерваторами на чолі з чинним на той час прем'єр-міністром Вінстоном Черчиллем.

## Передвиборна кампанія
Лейбористи побудували свою передвиборну кампанію навколо питань про повоєнну відбудову економіки, забезпечення загальної зайнятості та організації національної системи охорони здоров'я. Прем'єр-міністр уряду Національної єдності, консерватор Вінстон Черчилль, сподівався на те, що його особиста популярність, яку він отримав під час війни, принесе перемогу консерваторам, так що практично не вів передвиборчу кампанію і незабаром виїхав на  Потсдамську конференцію (після підрахунку голосів йому довелося покинути конференцію, а його місце зайняв Клемент Еттлі).
Перед виборами В.Черчилль негативно відгукувався про програму лейбористів, стверджуючи, що для виконання їх вимог лейбористи створять у Великій Британії гестапо. Також на результат парламентських виборів вплинула недовіра виборців до внутрішньополітичної та економічної політики консерваторів, яку вони проводили до війни.

## Результати виборів
Карта результатів виборів (без Північної Ірландії) [Архівовано 16 вересня 2015 у Wayback Machine.]
Результати були підраховані і оголошені 26 липня 1945 року, частково це було викликано необхідністю доставляти бюлетені тих, хто голосував за кордоном.
Результат був несподіваним — переконлива перемога Клемента Еттлі на чолі Лейбористської партії над Вінстоном Черчиллем, який отримав у парламенті на 145 місць більше. Консервативна партія вперше втратила голоси виборців на загальних виборах.
Генрі Пеллінг, зазначивши, що опитування показували стабільне лідерство лейбористів після 1942 року, пояснював цю тенденцію звичайним незадоволенням виборців партією влади. До того ж Консервативна партія втрачала ініціативу. Серед населення ширилось побоювання з приводу повернення у країні високого рівня безробіття, як це було в 1930-ті роки.
Також популярною була тема, що соціалістичне планування буде більш ефективним для розвитку економіки, а також помилкове переконання, що Черчилль буде перебувати на посаді прем'єр-міністра, незалежно від результату.
|  |                                           |                    |            |      |       |         |
|  | Партія                                    | Лідер              | Голоси     | %    | Місць | Δ місць |
|  | Лейбористи                                | Клемент Еттлі      | 11 967 746 | 49,7 | 393   | ▲ 239   |
|  | Консерватори                              | Вінстон Черчилль   | 8 716 211  | 36,2 | 197   | ▼ 190   |
|  | Ліберали                                  | Арчібальд Сінклейр | 2 177 938  | 9,0  | 12    | ▼ 9     |
|  | Національні ліберали                      | Ернест Браун       | 686 652    | 2,9  | 11    | ▼ 22    |
|  | Незалежні                                 |                    | 133 191    | 0,6  | 8     | ▲ 6     |
|  | Національний уряд                         |                    | 130 513    | 0,5  | 2     | ▲ 1     |
|  | Загальна багатство                        |                    | 110 634    | 0,5  | 1     | ▲ 1     |
|  | Комуністи                                 | Харрі Поллітт      | 97 945     | 0,4  | 2     | ▲ 1     |
|  | Націоналістична партія Північної Ірландії | Джеймс Мак-Спарран | 92 819     | 0,4  | 2     | 0       |
|  | Незалежні (національні)                   |                    | 65 171     | 0,3  | 2     | 0       |
|  | Незалежні лейбористи (кандидати)          |                    | 63 135     | 0,3  | 2     | 0       |
|  | Незалежні консерватори                    |                    | 57 823     | 0,2  | 2     | 0       |
|  | Незалежні лейбористи (партія)             | Боб Едвардс        | 46 769     | 0,2  | 3     | ▼ 1     |
|  | Незалежні прогресисти                     |                    | 35 072     | 0,1  | 1     | ▲ 1     |
|  | Незалежні ліберали                        |                    | 30 450     | 0,1  | 2     | ▲ 2     |
|  | Шотландська національна партія            | Роберт Макінтайр   | 26 707     | 0,1  | 0     | 0       |
|  | Партія Вельсу                             | Гвінвор Еванс      | 16 017     | 0,0  | 0     | 0       |

Всього проголосувало 24 073 025 виборців.
| 393        | 197          | 12       | 11                   | 27    |
| Лейбористи | Консерватори | Ліберали | Національні ліберали | Проти |